# Ungulani Ba Ka Khosa
Ungulani Ba Ka Khosa (n. 1 august 1957, Inhaminga⁠(d), Provincia Sofala, Mozambic) este un scriitor mozambican. El a publicat două cărți - romanul „Ualalapi” în 1987 și o colecție de nuvele cu numele de „Orgia nebunilor” în 1990.

## Opere
- Ualalapi: contos (1987)
- Orgia dos loucos (1990)
- Histórias de amor e espanto (1999)
- No reino dos abutres (2002)
- Os sobreviventes da noite (2005)